# Acronicta virrillii
Acronicta virrillii là một loài bướm đêm trong họ Noctuidae.